# نخبة الفكر في مصطلح أهل الأثر
نُخْبَةُ الفِكَر في مصطلح أهل الأثر أحد كتب الحديث ألفه الحافظ ابن حجر العسقلاني (773 هـ - 852 هـ)، جمع المؤلف وأحضر كل ما ألف قبله من مصطلحات علم الحديث وقدمه بإيجاز واختصار.
يقول الحافظ ابن حجر العسقلاني في مقدمة الكتاب:
| نخبة الفكر في مصطلح أهل الأثر | فإِن التصانيف في اصطلاح أهل الحديث قد كثرَت، وبسطت واختصرت، فسألني بعض الإِخوان أن ألخّص لهم المهم من ذلك، فأجبته إِلى سؤاله؛ رجاء الاندراج في تلك المسالك | نخبة الفكر في مصطلح أهل الأثر |

## شروحات نخبة الفكر
قام مجموعة من العلماء بوضع شروح لكتاب نخبة الفكر وكان أولهم هو ابن حجر نفسه، حيث وضع كتابا سماه نزهة النظر في توضيح نخبة الفكر في مصطلح أهل الأثر، وقد قال في سبب تأليفه: «فسألني بعض الإخوان أن ألخص له المهم من ذلك، فلخصته في أوراق لطيفة، سميتها: "نخبة الفكر في مصطلح أهل الأثر"، على ترتيب ابتكرته، وسبيل انتهجته، مع ما ضممت إليه من شوارد الفرائد، وزوائد الفوائد. فرغب إلي، ثانيا، أن أضع عليها شرحا يحل رموزها، ويفتح كنوزها، ويوضح ما خفي على المبتدئ من ذلك، فأجبته إلى سؤاله؛ رجاء الاندراج في تلك المسالك، فبالغت في شرحها، في الإيضاح والتوجيه، ونبهت على خفايا زواياها؛ لأن صاحب البيت أدرى بما فيه.» وقد حققه: عبد الله بن ضيف الله الرحيلي وقامت مطبعة سفير بالرياض بنشره. الطبعة: الأولى، 1422هـ
ثم قام جماعة بشرحها:
1. كمال الدين الشُمُنِّي - المتوفى سنة (821 هـ) في كتابه «نتيجة النظر».
2. أبو موسى المراكشي - المتوفى سنة (823 هـ) في كتابه «شرح نخبة الفكر».
3. أحمد بن صدقة القاهري - المتوفى سنة (905 هـ) في كتابه «عنوان معاني نخبة الفكر».
4. محمد عبد الرؤوف المناوي - المتوفى سنة (1031 هـ) في كتابه «نتيجة الفكر».
5. ابن همات الدمشقي - المتوفى سنة (1175 هـ) في كتابه «نتيجة النظر».
6. محمد بن عبد الله الخرشي المالكي - المتوفى سنة (1101 هـ) في كتابه «منتهى الرغبة في حل ألفاظ النخبة».[4]

## منظومات نخبة الفكر
وممن نظمها:
1. كمال الدين الشمني - السابق الذكر.
2. شهاب الدين الطوفي - المتوفى سنة (893 هـ).
3. برهان الدين محمد بن إبراهيم المقدسي - المتوفى سنة (900 هـ).
4. أحمد بن صدقة القاهري - المتقدم الذكر.
5. رضي الدين الغزي - المتوفى سنة (935 هـ).
6. منصور الطبلاوي - المتوفى سنة (1014 هـ).
7. محمد بن إسماعيل الأمير - المتوفى سنة (1182 هـ).
8. عبد الله بن عمر اليماني - المتوفى سنة (1196 هـ).
9. كمال الدين الأدهمي.
10. أبو بكر بن أبي القاسم الأهدل الحسيني - وسماها - تسميط الدرر نظم نخبة الفكر. وغيرهم.[4]

## أبحاثا لها صلة بالنخبة
وممن ألّف أبحاثا لها صلة بالنخبة الإمام محمد بن إسماعيل الأمير - فقد كتب رسالة بعنوان «ثمرات النظر».

## مختصرات النخبة
وممن اختصر النخبة:
1. المرتضى الزبيدي المتوفى سنة (1205 هـ) في «بلغة الأريب».
2. عبد الوهاب بن أحمد الأحمدي المتوفى بعد سنة (1150 هـ) في «المختصر من نخبة الفكر».
3. محمد بن مصطفى الآقِكْرَمَانِي المتوفى سنة (1160 هـ) في «مختصر النخبة». وغيرهم.[4]